# Australiens bidrag i Eurovision Song Contest

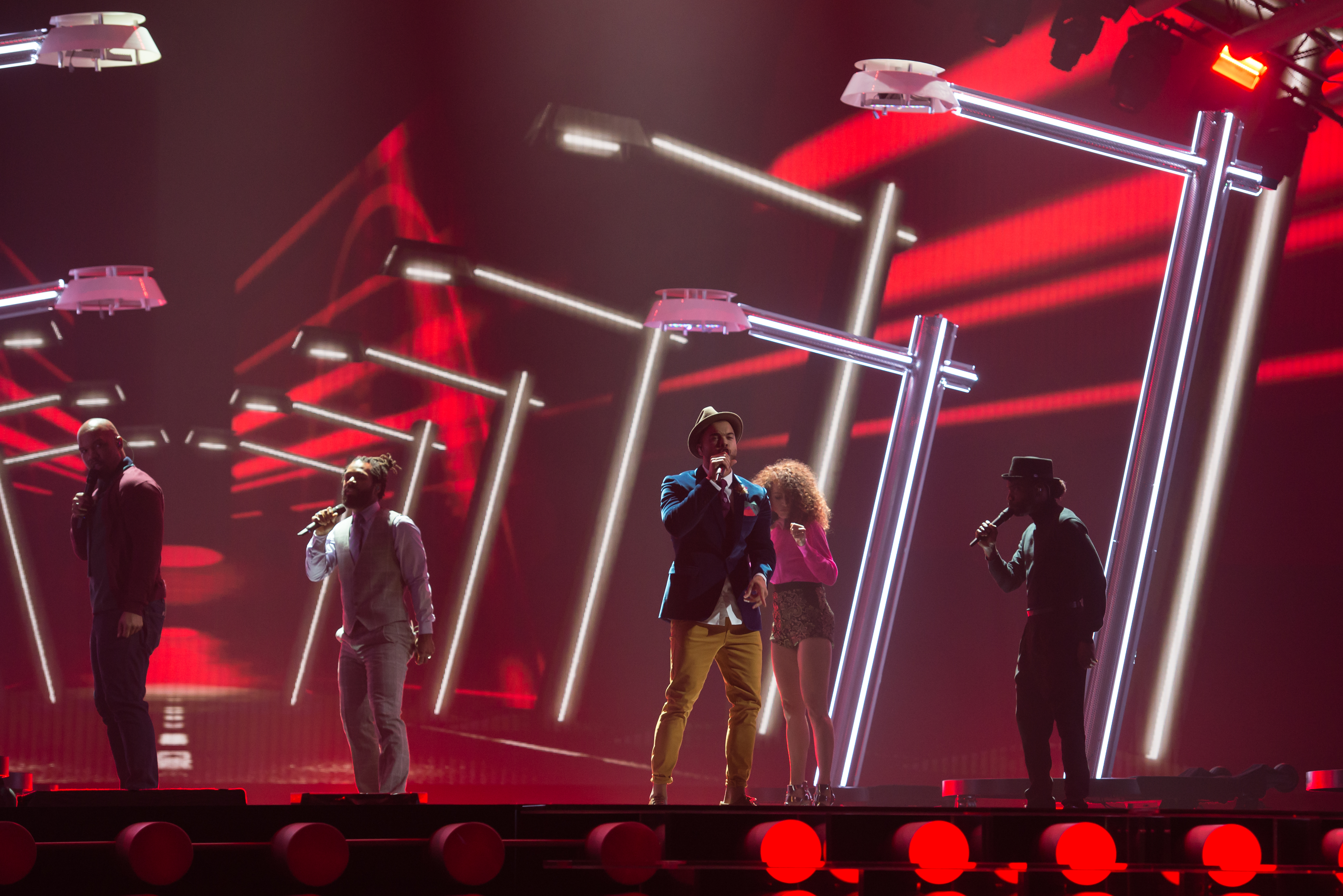
Guy Sebastian i Wien 2015.

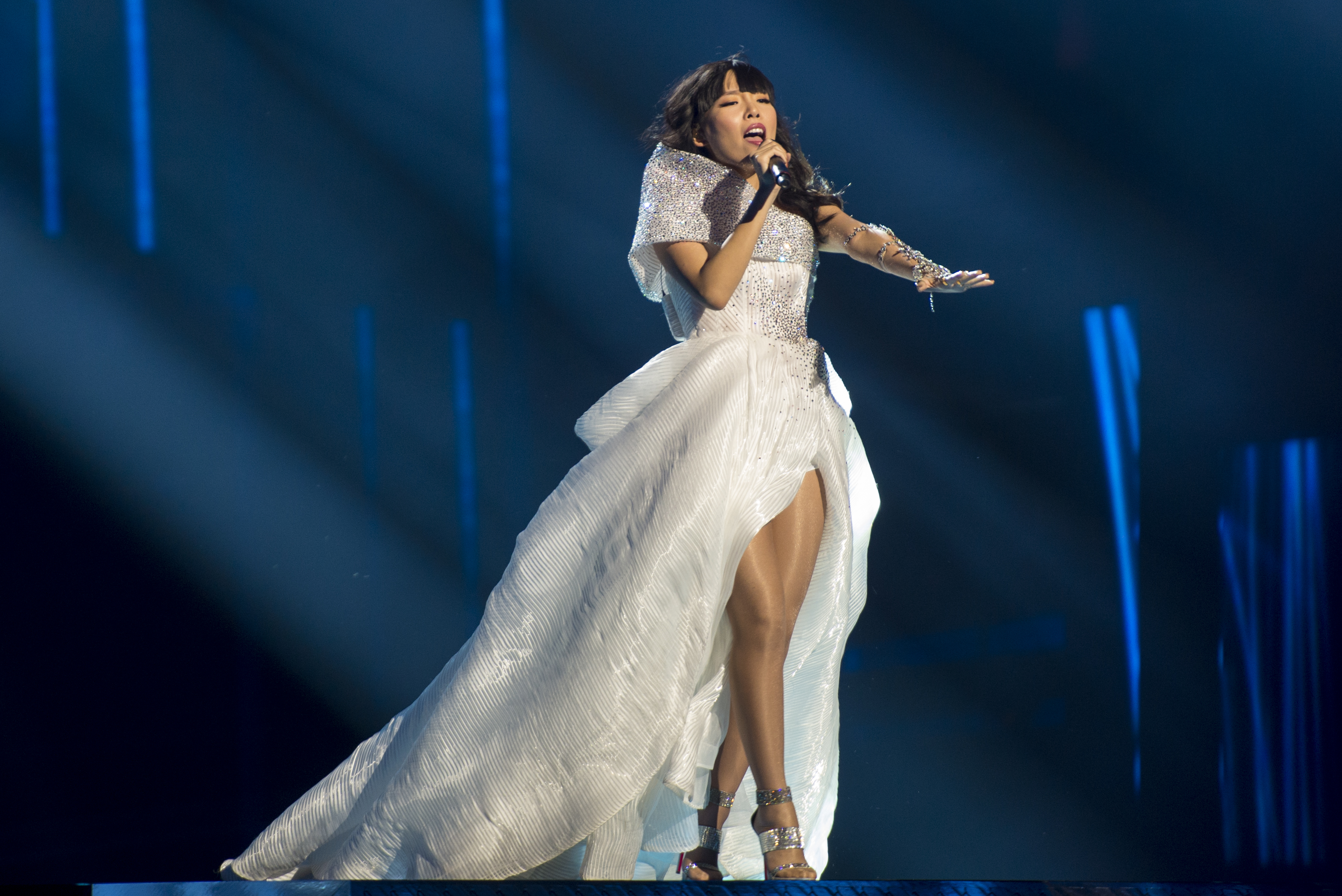
Dami Im i Stockholm 2016.

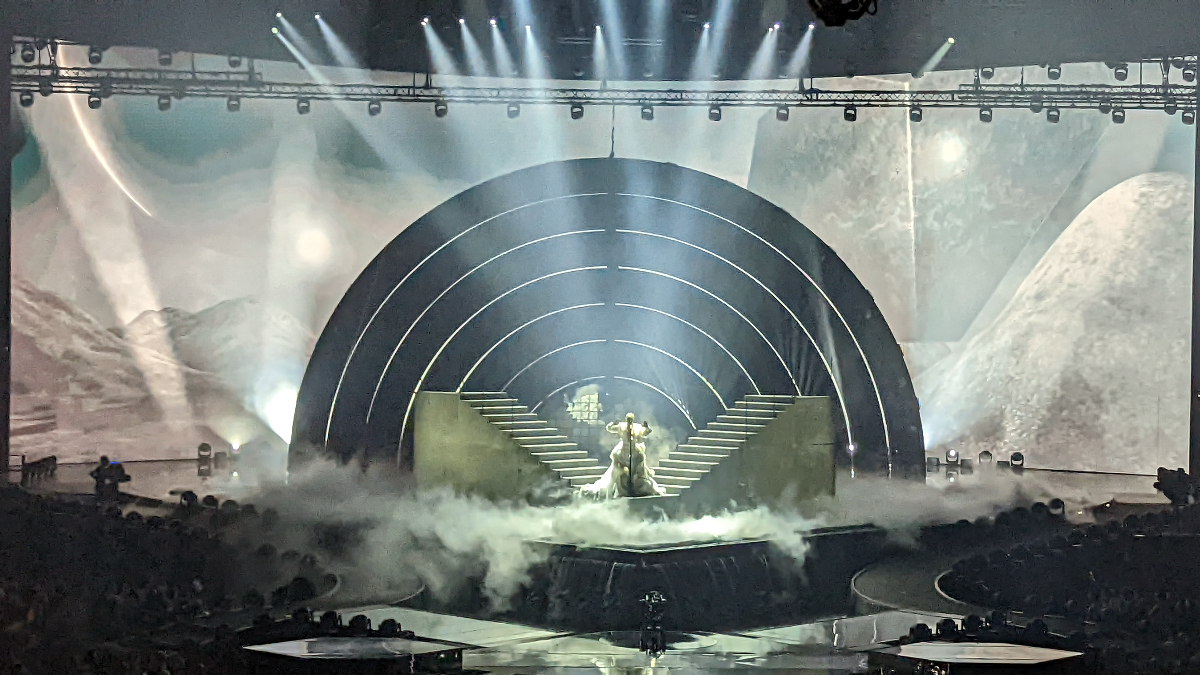
Sheldon Riley i Turin 2022.

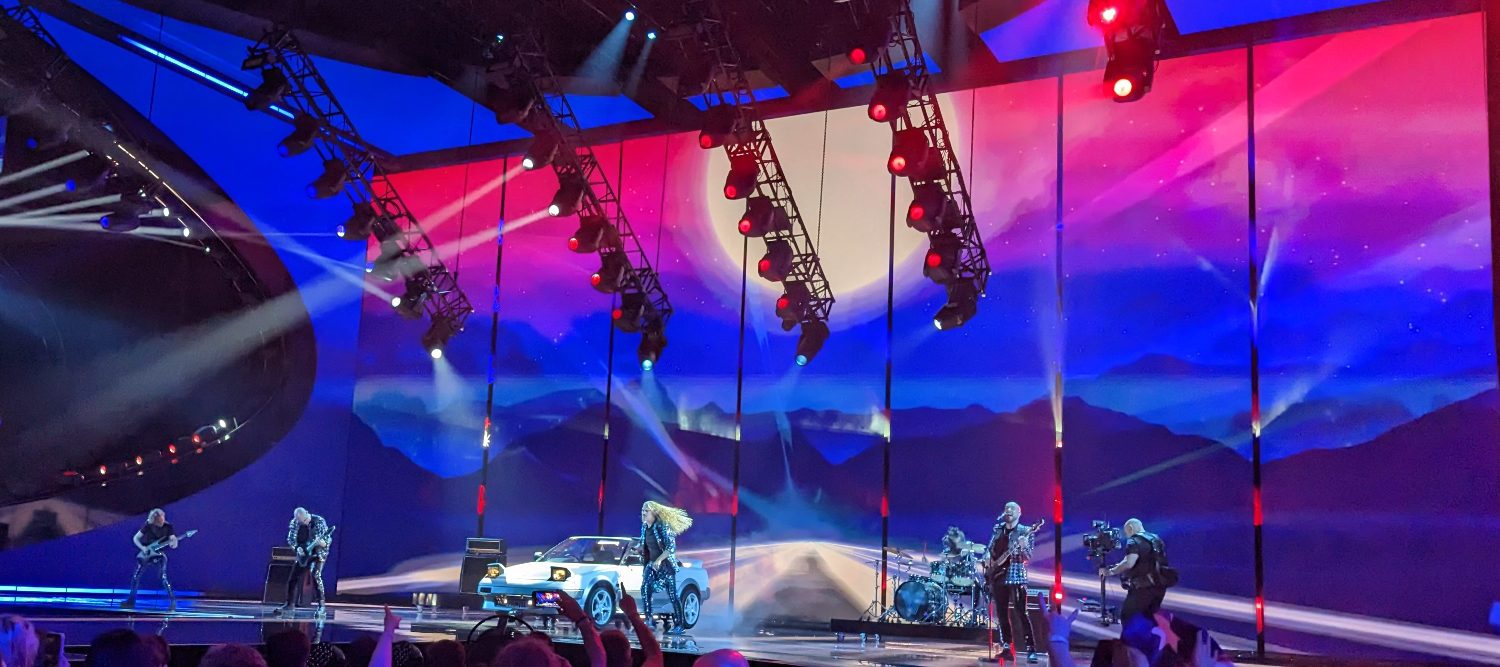
Voyager i Liverpool 2023.

Australien debuterade i Eurovision Song Contest år 2015 och har till och med 2025 deltagit 10 gånger. Landet fick specialtillstånd av EBU att medverka i tävlingen som en engångsföreteelse; detta i och med tävlingens 60-årsjubileum 2015 och på grundval av Australiens mångåriga och stora intresse för tävlingen. Det speciella initiativet samspelade också väl med det årets tema för tävlingen - "Building bridges" (Bygger broar). Man behövde inte heller delta i någon semifinal utan blev direktkvalificerat till finalen. Det kravet som då ställdes för att Australien skulle få tävla en gång till var att man skulle ha vunnit 2015 års tävling. Trots detta valde EBU att ge Australien tillstånd att delta också år 2016, även om landet denna gång var tvunget att kvala till sig en finalplats. Australien har därefter deltagit varje år sedan 2017.
Australien har hittills inte lyckats vinna i en Eurovisionfinal. Landets bästa placering uppnåddes 2016 i Stockholm där man kom tvåa i finalen och vann i sin semifinal. Australien kom även på förstaplats i sin semifinal 2019 och 2023.

## Australien i Eurovision Song Contest

### Historia
Det australienska TV-bolaget Special Broadcasting Service (SBS) har sänt Eurovision Song Contest i Australien sedan 1983. Detta har efter hand fått goda tittarsiffror. 2010–2014 ordnades telefonomröstning som dock inte räknades i tävlingen. Den 10 februari 2015 meddelade Special Broadcasting Service att landet skulle delta i 2015 års Eurovision Song Contest. Landets inblandning i tävlingen skulle dock bli kortvarig då de enbart fick tillstånd av Europeiska radio- och TV-unionen att tävla just 2015. EBU lät också Australien slippa deltagande i semifinalerna; men med möjlighet att rösta i dessa samt i finalen. Övriga tävlande länder hade rätt att rösta på Australien i finalen. Landet skulle dock inte få arrangera tävlingen om det australiensiska bidraget skulle vinna hela tävlingen. Om detta hade inträffat skulle SBS ha samsänt tävlingen med något annat land.
Trots att landet inte tog hem segern 2015, vilket var ett krav för landet att få delta 2016, så gav EBU Australien ett förnyat tillstånd att tävla 2016. Dock med förbehållet att landet skulle tvingas kvala i en semifinal istället för att som året innan vara direktkvalificerad till final. Australien lyckades kvalificera sig vidare till finalen där man slutligen hamnade på andra plats. Detta är landets hittills bästa resultat i tävlingen.
Australiens deltagande fortsatte efter 2017 och har nått finalen varje år 2016-2019. 2021 missade Australien finalen för första gången.

### Nationell uttagningsform
Australien använde sig enbart av internval mellan 2015 och 2018 samt 2021 (Montainge fick representera Australien igen då 2020 ställdes in pga Covid-19-pandemin) och 2023. 2019 införde man en nationell final vid namnet "Eurovision – Australia Decides" som sedan dess använts 2020 och 2022. Upplägget är en final med tio bidrag där tittarröster och juryrösterna kombineras för att utse det vinnande bidraget.

## Resultattabell
| 1 | Vinnare                            |
| 2 | Andra plats                        |
| 3 | Tredje plats                       |
| ◁ | Sista plats                        |
| X | Ett bidrag valdes men tävlade inte |

| År   | Artist             | Bidrag                    | Språk                     | Final              | Poäng              | Semi               | Poäng              |
| ---- | ------------------ | ------------------------- | ------------------------- | ------------------ | ------------------ | ------------------ | ------------------ |
| 2015 | Guy Sebastian      | "Tonight Again"           | Engelska                  | 5                  | 196                | Direktkvalificerad | Direktkvalificerad |
| 2016 | Dami Im            | "Sound of Silence"        | Engelska                  | 2                  | 511                | 1                  | 330                |
| 2017 | Isaiah             | "Don't Come Easy"         | Engelska                  | 9                  | 173                | 6                  | 160                |
| 2018 | Jessica Mauboy     | "We Got Love"             | Engelska                  | 20                 | 99                 | 4                  | 212                |
| 2019 | Kate Miller-Heidke | "Zero Gravity"            | Engelska                  | 9                  | 284                | 1                  | 261                |
| 2020 | Montaigne          | "Don't Break Me"          | Engelska                  | Tävlingen inställd | Tävlingen inställd | Tävlingen inställd | Tävlingen inställd |
| 2021 | Montaigne          | "Technicolour"            | Engelska                  | Kvalificerade inte | Kvalificerade inte | 14                 | 28                 |
| 2022 | Sheldon Riley      | "Not the Same"            | Engelska                  | 15                 | 125                | 2                  | 243                |
| 2023 | Voyager            | "Promise"                 | Engelska                  | 9                  | 151                | 1                  | 149                |
| 2024 | Electric Fields    | "One Milkali (One Blood)" | Engelska, yankunytjatjara | Kvalificerade inte | Kvalificerade inte | 11                 | 41                 |
| 2025 | Go-Jo              | "Milkshake Man"           | Engelska                  | Kvalificerade inte | Kvalificerade inte | 11                 | 41                 |

## Röstningshistorik (2015–2025)[5]

### Australien hargivitmest poäng till...
| Endast finaler | Endast finaler | Endast finaler |
| Nr             | Land           | Poäng          |
| -------------- | -------------- | -------------- |
| 1              | Sverige        | 107            |
| 2              | Israel         | 59             |
| 3              | Belgien        | 54             |
| 4              | Ukraina        | 51             |
| 5              | Malta          | 43             |

| Finaler och semifinaler | Finaler och semifinaler | Finaler och semifinaler |
| Nr                      | Land                    | Poäng                   |
| ----------------------- | ----------------------- | ----------------------- |
| 1                       | Sverige                 | 183                     |
| 2                       | Israel                  | 116                     |
| 3                       | Belgien                 | 105                     |
| 4                       | Ukraina                 | 90                      |
| 5                       | Malta                   | 86                      |

### Australien harmottagitflest poäng från...
| Endast finaler | Endast finaler | Endast finaler |
| Nr             | Land           | Poäng          |
| -------------- | -------------- | -------------- |
| 1              | Sverige        | 76             |
| 2              | Island         | 71             |
| 3              | Storbritannien | 71             |
| 4              | Polen          | 64             |
| 5              | Finland        | 62             |

| Finaler och semifinaler | Finaler och semifinaler | Finaler och semifinaler |
| Nr                      | Land                    | Poäng                   |
| ----------------------- | ----------------------- | ----------------------- |
| 1                       | Polen                   | 147                     |
| 2                       | Sverige                 | 127                     |
| 3                       | Island                  | 123                     |
| 4                       | Finland                 | 116                     |
| 5                       | Storbritannien          | 115                     |

## Kommentatorer och röstningsavlämnare
| År         | Kommentator(er)                                     | Röstningsavlämnare                  |
| ---------- | --------------------------------------------------- | ----------------------------------- |
| 1983- 2000 | Ingen kommentator eller brittiska BBC:s kommentator | Tävlade ej, och röstade därför inte |
| 2001       | Effie (Mary Coustas)                                | Tävlade ej, och röstade därför inte |
| 2002       | Terry Wogan (via BBC)                               | Tävlade ej, och röstade därför inte |
| 2003       | Des Mangan                                          | Tävlade ej, och röstade därför inte |
| 2004       | Des Mangan                                          | Tävlade ej, och röstade därför inte |
| 2005       | Terry Wogan (via BBC)                               | Tävlade ej, och röstade därför inte |
| 2006       | Terry Wogan (via BBC)                               | Tävlade ej, och röstade därför inte |
| 2007       | Terry Wogan (via BBC)                               | Tävlade ej, och röstade därför inte |
| 2008       | Terry Wogan (via BBC)                               | Tävlade ej, och röstade därför inte |
| 2009       | Julia Zemiro & Sam Pang                             | Tävlade ej, och röstade därför inte |
| 2010       | Julia Zemiro & Sam Pang                             | Tävlade ej, och röstade därför inte |
| 2011       | Julia Zemiro & Sam Pang                             | Tävlade ej, och röstade därför inte |
| 2012       | Julia Zemiro & Sam Pang                             | Tävlade ej, och röstade därför inte |
| 2013       | Julia Zemiro & Sam Pang                             | Tävlade ej, och röstade därför inte |
| 2014       | Julia Zemiro & Sam Pang                             | Tävlade ej, och röstade därför inte |
| 2015       | Julia Zemiro & Sam Pang                             | Lee Lin Chin                        |
| 2016       | Julia Zemiro & Sam Pang                             | Lee Lin Chin                        |
| 2017       | Myf Warhurst & Joel Creasey                         | Lee Lin Chin                        |
| 2018       | Myf Warhurst & Joel Creasey                         | Ricardo Gonçalves                   |
| 2019       | Myf Warhurst & Joel Creasey                         | Electric Fields                     |
| 2020       | Tävlingen ställdes in                               | Tävlingen ställdes in               |
| 2021       | Myf Warhurst & Joel Creasey                         | Joel Creasey                        |
| 2022       | Myf Warhurst & Joel Creasey                         | Courtney Act                        |
| 2023       | Myf Warhurst & Joel Creasey                         | Catherine Martin                    |
| 2024       | Myf Warhurst & Joel Creasey                         | Danny Estrin                        |